# Peter Wright (oficer)
Peter Wright (ur. 9 sierpnia 1916, zm. 27 kwietnia 1995) – oficer brytyjskich służb specjalnych (MI5, MI6), autor znanej pracy Spycatcher (Łowca szpiegów).
Urodzony w Chesterfield w dystrykcie Derbyshire, wykształcenie uzyskał w Bishop’s Stortford College, gdzie uczył się również Dick White, późniejszy dyrektor generalny MI5. Po zakończeniu edukacji (nie podjął studiów w związku z Wielkim Kryzysem), od 15 roku życia pracował na farmie w Szkocji. Dzięki zdobytemu tam doświadczeniu podjął studia w Szkole Rolniczej w Oxfordzie. Po wybuchu II wojny światowej dostał pracę w Laboratorium Badań Admiralicji; po wojnie pracował jako naukowiec w Marconi Company. W 1953, gdy już pracował w Sekcji badań specjalnych poczty i zewnętrzny doradca naukowy MI5, pomagał pracownikom Centralnej Agencji Wywiadowczej rozpracować bardzo zaawansowaną technologicznie (jak na tamte czasy) pluskwę, umieszczoną przez agentów radzieckich służb specjalnych w ambasadzie amerykańskiej w Moskwie. We wrześniu 1955 pracował jako starszy oficer Sekcji A2, zajmującej się obsługą operacji technicznych MI5; następnie od 1958 główny doradca naukowy i techniczny Wydziału D. Pod koniec 1962 został wicedyrektorem Dyrekcji Naukowej MI5/MI6, a w styczniu 1964 szefem Sekcji D3, zajmującej się analizą kontrwywiadowczą. Jednocześnie od października t.r. był szefem grupy roboczej „Fluency”. W połowie 1972 został konsultantem dyrektora generalnego MI5 ds. kontrwywiadu.
Po przejściu na emeryturę w 1976 kupił farmę i zajął się pisaniem książki Spycatcher; książka ta wywołała wiele kontrowersji. Wright zmarł w 1995.